# Listă cu fotbaliști români expatriați
Aceasta este lista fotbaliștilor români ce au evoluat sau evoluează la cluburi din străinătate.

## Africa de Sud

### National Football League
- Vasile Gergely ( Durban City)

### ABSA Premiership
- Tiberiu Lung (Mpumalanga Black Aces)

## Albania

### Superliga Albaniei
- Lucian Bică ( KS Dinamo Tirana, KS Lushnja)
- Gheorghe Cornea (KS Lushnja)
- Cristian Drăgoi ( KS Kastrioti Krujë,  Vllaznia,   Kukësi)
- Adrian Ene (KS Lushnja)
- Cornel Predescu ( Skënderbeu)
- Cristian Poșircă ( Vllaznia)
- Cristian Sârghi ( Flamurtari)

### Prima Divizie a Albaniei
- Dan Ignat ( Vllaznia)

## Algeria

### Divizia Națională Algeriană
- Marian Craiu (US Chaouia)

## Andorra

### Primera Divisió
- Nicolae Vasile (UE Sant Julià)
- Raul Feher (Inter Club d'Escaldes)

## Anglia

### Barclays Premier League
- Florin Andone ( Brighton)
- Vlad Chiricheș ( Tottenham)
- Cosmin Contra ( West Bromwich)
- Ilie Dumitrescu ( Tottenham,  West Ham)
- Florin Gardoș ( Southampton)
- Viorel Moldovan ( Coventry)
- Adrian Mutu ( Chelsea)
- Costel Pantilimon ( Manchester City,  Sunderland,  Watford)
- Dan Petrescu ( Sheffield Wednesday,  Chelsea, Bradford City,  Southampton)
- Gică Popescu ( Tottenham)
- Răzvan Raț ( West Ham)
- Florin Răducioiu ( West Ham)
- Gabi Tamaș ( West Bromwich)
- Ionel Ganea ( Wolves)
- Tudor Băluță ( Brighton)
- Ionuț Radu (AFC Bournemouth)

### Championship
- Sergiu Buș ( Sheffield Wednesday)
- Ionel Ganea ( Wolves)
- Ștefan Iovan ( Brighton)
- Costel Pantilimon ( Nottingham Forest)
- Adrian Popa ( Reading)
- Gabi Tamaș ( West Bromwich,  Doncaster,  Watford,  Cardiff)
- George Țucudean ( Charlton)
- George Pușcaș ( Reading)

### League One
- Mihai Dobre (Bury F.C.)
- Adrian Pătulea ( Leyton Orient, Hereford United)

### League Two
- Shane Cojocărel (Barnet F.C.)
- Adrian Pătulea ( Lincoln)

### Conference National
- Adrian Pătulea (Hayes & Yeading)

### National League North / South
- Filip Lăzăreanu (Whitehawk)
- Cristian Muscalu (Poole Town)
- Marius Ologu (Worcester City)
- Florin Pelecaci (Bath City, Thurrock)
- Ciprian Vasilache Bishop's Stortford FC)
- Claudiu Vîlcu (Wealdstone, Bishop's Stortford FC, Hampton & Richmond)

### Southern Football League
- Claudiu Vîlcu (Banbury United, Cambridge City)

### Isthmian League
- Adrian Mărkuș (Metropolitan Police)
- Florin Pelecaci (Truro City, Enfield 1893)
- Claudiu Vîlcu (Enfield Town)

## Arabia Saudită

### Liga Profesionistă din Arabia Saudită
- Mircea Axente (Al-Faisaly)
- Constantin Budescu ( Al-Shabab)
- Sorinel Chivu (Al-Wehda)
- Răzvan Cociș (Al-Nassr)
- Cristian Dănălache ( Al-Ettifaq)
- Robert Frumoca (Al-Wehda)
- Valerică Găman ( Al-Shabab)
- Nicolae Grigore ( Al-Ettifaq)
- Ilie Lazăr ( Al-Hilal)
- Ionuț Lupescu ( Al-Hilal)
- Adrian Neaga (Al-Nassr)
- Radu Neguț ( Al-Ettifaq)
- Ovidiu Petre (Al-Nassr)
- Mihai Pintilii ( Al-Hilal)
- Nicolae Poenaru (Al-Wehda)
- Adrian Popa (Al-Taawoun)
- Mirel Rădoi ( Al-Hilal)
- Lucian Sânmărtean (Al-Ittihad, Al-Taawoun)
- Dorel Stoica ( Al-Ettifaq)
- George Timiș ( Al-Hilal)

### Prima Divizie Saudită
- Petrișor Voinea (Wej SC)

## Armenia

### Prima Ligă Armeană
- Răzvan Păunescu (FC Gandzasar)
- Marian Zeciu ( Pyunik Erevan)

## Australia

### A-League
- Lucian Goian (Perth Glory)

### Victorian Premier League
- Bogdan Apostu (Melbourne Southern Stars)
- Cristian Cristea (Melbourne Southern Stars)

### National Premier Leagues NSW 2
- George Codrea (St. George Saints)

### National Premier Leagues Victoria
- Alexandru Sporea (South Melbourne)

### Queensland State League
- Filip Nechifor (Logan United)

## Austria

### Bundesliga
- Lorin Avădanei (Wiener Sport Club)
- Adrian Iencsi ( KSV 1919)
- Andrei Ivan ( Rapid Viena)
- Florin Lovin ( KSV 1919,  Mattersburg)
- Nicolae Lupescu ( Admira Wacker )
- Viorel Năstase (SV Salzburg)
- Paul Pârvulescu ( St. Pölten)
- Laurențiu Reghecampf ( St. Pölten)
- Gheorghe Váczi ( Admira Wacker )

### Erste Liga
- Mugur Gușatu (DSV Leoben)
- Laurențiu Lică (DSV Leoben)
- Dan Mănăilă (DSV Leoben, Vorwärts Steyr)
- Aurel Panait ( Admira Wacker )
- Levente Paul (FC Braunau)

### Regionalliga Austriacă
- Sorin Ciobanu (Stadl-Paura)

## Azerbaidjan

### Prima Ligă Azeră
- Marian Aliuță ( Neftçi Baku)
- Constantin Arbănaș ( Khazar Lankaran)
- Alexandru Benga ( Gabala)
- Hristu Chiacu ( Khazar Lankaran)
- Andrei Cristea ( Gabala)
- Raul Costin (Simurq Zaqatala)
- Cătălin Doman ( Khazar Lankaran)
- George Florescu ( Gabala)
- Cosmin Frăsinescu ( Khazar Lankaran)
- Marius Humenike ( Gabala)
- Adrian Iordache ( Khazar Lankaran)
- Cristian Ionescu (FK Baku)
- Robert Ilyeș ( Khazar Lankaran)
- Cătălin Liță ( Khazar Lankaran)
- Gabriel Matei (Zira FK)
- Darius Miclea (Sahdag Qusar)
- Andrei Mureșan ( Khazar Lankaran)
- Cristian Muscalu (FK Baku)
- Daniel Munteanu ( Khazar Lankaran)
- Nicolae Mușat ( Khazar Lankaran)
- Leonard Naidin ( Neftçi Baku)
- Adrian Neaga ( Neftçi Baku)
- Daniel Oprița (FK Baku)
- Mihai Panc (FK Baku)
- Marius Pena (FK Baku)
- Adrian Piț ( Khazar Lankaran)
- Alexandru Pițurcă ( Khazar Lankaran)
- Alexandru Popovici (Sabail FK)
- Cristian Pulhac ( Gabala)
- Claudiu Răducanu ( Khazar Lankaran)
- Adrian Ropotan ( Gabala)
- Adrian Scarlatache ( Khazar Lankaran, Inter Baku, Zira FK)
- Ionuț Savu ( Khazar Lankaran)
- Stelian Stancu ( Khazar Lankaran)
- Marius Șuleap (FK Baku, Inter Baku)
- Răzvan Țârlea ( Gabala, Kapaz PFK)
- Cătălin Țîră ( Neftçi Baku)
- Marius Vintilă (Standard Baku)

## Belarus

### Prima Ligă Bielorusă
- Adrian Avrămia ( Dinamo Brest)
- Jean-Claude Bozga ( Minsk)
- Costin Curelea ( Dinamo Minsk)
- Laurențiu Lică (Torpedo Minsk)
- Alexandru Neacșa ( Dinamo Minsk)

## Belgia

### Jupiler League
- Denis Alibec ( Mechelen)
- Lucian Bălan ( Beerschot)
- Ladislau Bölöni (Racing Jet Wavre)
- Gheorghe Butoiu ( Standard Liège)
- Romulus Buia (Germinal Ekeren)
- Rodion Cămătaru ( Charleroi)
- Marius Cheregi ( Cercle Brugge)
- Alexandru Chipciu ( Anderlecht)
- Liviu Ciubotariu ( Standard Liège,  RAEC,  Antwerp)
- Dan Coe ( Antwerp)
- Adrian Cristea ( Standard Liège)
- Florin Frunză (KRC Harelbeke)
- Gicu Grozav ( Standard Liège)
- Ovidiu Hanganu ( Cercle Brugge)
- Lucian Ilie ( Mechelen)
- Ion Ionescu ( Cercle Brugge)
- Gino Iorgulescu ( Beerschot)
- Răzvan Marin ( Standard Liège)
- Cristian Manea ( Mouscron)
- Marius Mitu (RWD Molenbeek,  Lierse,  Anderlecht)
- Dorinel Munteanu ( Cercle Brugge)
- Cristian Muscalu ( Sint-Truidense)
- Zsolt Muzsnay ( Antwerp)
- Marius Niculae ( Standard Liège)
- Mircea Rednic ( Standard Liège,  Sint-Truidense)
- Dorin Rotariu ( Club Brugge,  Mouscron)
- Tibor Selymes ( Cercle Brugge,  Anderlecht,  Standard Liège)
- Victor Smilovici ( Anderlecht)
- Ilie Stan ( Cercle Brugge)
- Nicușor Stanciu ( Anderlecht)
- Bogdan Stelea ( Standard Liège)
- Alin Stoica ( Anderlecht,  Club Brugge,  Gent,  Mouscron)
- George Țucudean ( Standard Liège)
- Georgică Vameșu (RWD Molenbeek, Verbroedering Geel)

### Tweede Klasse
- Ladislau Bölöni (Racing Jet Wavre)
- Niță Cireașă (KFC Verbroedering Geell)
- Ștefan Covaci (Olympique Charleroi)
- Florin Cornățeanu ( Lokeren, SK Beveren, FC Turnhout)
- Florin Frunză (SK Roeselare)
- Andrei Ionescu ( Antwerp)
- Ion Ionescu ( Cercle Brugge)
- Daniel Mande (Patro Eisden)
- Daniel Minea (Sint-Niklase SKE)
- Marius Mitu (RAA Louviéroise)
- Robert Neagoe ( Antwerp)
- Gabriel Perșa ( Antwerp, Dessel Sport)
- Georgică Vameșu (RWD Molenbeek, Dessel Sport)

### Eerste Klasse
- Vlad Marin (FCV Dender)
- Vlad Rusu (Beerschot Wilrijk)

### Derde Klasse
- Tudorel Cristea (Royal Cappellen)
- Ion Geolgău (Avenir Lembeek)
- Romeo Surdu (RWDM Molenbeek)

## Bosnia și Herțegovina

### Premijer Liga
- Cristian Muscalu (Slavia Sarajevo)

## Brazilia

### Campeonato Paulista
- Vladimir Zacliș ( São Paulo,  Palmeiras)

## Brunei

### Brunei Premier League
- Cristian Fedor (Brunei DPMM)
- Florin Socaciu (Brunei DPMM)

## Bulgaria

### A PFG
- Ionuț Bădescu (Naftex Burgas)
- Alexandru Benga ( Botev Plovdiv,  PFC Septemvri Sofia)
- Florin Bratu ( Litex Loveci)
- Sergiu Buș ( ȚSKA Sofia,  Levski Sofia)
- Costin Caraman ( PFC Dobrudja Dobrici⁠(d))
- Alexandru Curtean ( Botev Plovdiv)
- Dragoș Firțulescu ( Beroe Stara Zagora)
- Alexandru Giurgiu ( Slavia Sofia)
- Petre Grigoraș ( PFC Dobrudja Dobrici⁠(d),  Levski Sofia,  Lokomotiv Plovdiv)
- Sergiu Homei ( Neftochimic Burgas⁠(d))
- Claudiu Keșerü ( Ludogoreț Razgrad)
- Srgian Luchin ( Botev Plovdiv,  Levski Sofia)
- Cosmin Moți ( Ludogoreț Razgrad)
- Cristian Muscalu ( Cernomoreț Burgas)
- Sergiu Negruț ( Beroe Stara Zagora)
- Emil Ninu ( Levski Sofia)
- Daniel Pancu ( ȚSKA Sofia)
- Alexandru Păcurar ( ȚSKA Sofia)
- Bogdan Pătrașcu ( Litex Loveci)
- Georgian Păun ( ȚSKA Sofia)
- Florentin Petre ( ȚSKA Sofia)
- Alexandru Pițurcă ( ȚSKA Sofia)
- Andrei Prepeliță ( Ludogoreț Razgrad)
- Florin Prunea ( Litex Loveci)
- Valeriu Răchită ( Litex Loveci)
- Laurențiu Reghecampf ( Litex Loveci)
- Neluț Roșu ( Levski Sofia)
- Eugen Trică ( Litex Loveci,  ȚSKA Sofia)
- Ianis Zicu ( ȚSKA Sofia)

## Canada

### Canadian Soccer League
- Andrei Bădescu (Trois-Rivières Attak)
- Daniel Baston (Serbian White Eagles)
- Cristian Drăgoi (Windsor Stars)
- Cătălin Lichioiu (Kingston FC)
- Mircea Ilcu ( Montréal)

### Liga Pro D2
- Andrei Bădescu ( Montréal)

### Liga APSL
- Cristian Mândru ( Montréal)

## Cehia

### Gambrinus Liga
- Marcel Băban ( Bohemians 1996)
- Alexandru Băluță ( Slavia Praga)
- Alexandru Chipciu ( Sparta Praga)
- Sorin Colceag ( Plzeň)
- Florin Niță ( Sparta Praga)
- Nicușor Stanciu ( Sparta Praga)
- Bogdan Vătăjelu ( Sparta Praga)

### FNL Liga
- Sorin Colceag ( Plzeň)
- Andrei Sîntean ( Žižkov)

## China

### SuperLiga Chineză / Jia-A
- Dan Alexa (Beijing Gouan)
- Marian Aliuță (Changchun Yatai)
- Florin Beraru ( Tianjin Teda)
- Eric Bicfalvi (Liaoning Whowin)
- Marius Bilașco ( Tianjin Teda)
- Ovidiu Burcă (Beijing Gouan)
- Augustin Călin (Liaoning Zhongshun)
- Alin Chița ( Tianjin Teda)
- Aristică Cioabă (Yunnan Hongta)
- Marius Constantin (Jiangsu Sainty)
- Cristian Dănălache (Jiangsu Sainty)
- Ionel Dănciulescu ( Shandong Taishan F.C.⁠(d))
- Viorel Domocoș (Yunnan Hongta, Chongqing Qiche)
- Jerry Gane ( Tianjin Teda)
- Lucian Goian ( Tianjin Teda)
- Bogdan Mara ( Tianjin Teda)
- Dumitru Mitu (Qingdao Zhongneng, Changchun Yatai)
- Constantin Munteanu (Yunnan Hongta)
- Victor Naicu (Yunnan Hongta)
- Marius Niculae ( Shandong Taishan F.C.⁠(d))
- Marius Radu ( Tianjin Teda)
- Ionuț Savu (Yunnan Hongta)
- Constantin Schumacher (Yunnan Hongta, Chongqing Qiche)
- Cristi Tănase ( Tianjin Teda)
- Adrian Toader (Qingdao Jonoon)

### A Doua Divizie Chineză
- Claudiu Andreicuț (Henan Construction)
- Vasile Bârdeș (Henan Construction)
- Constantin Budescu (Dalian Yifang)
- Augustin Călin (Henan Jianye)
- Aristică Cioabă (Wuhan Hongjinlong)
- Dragoș Cristean  (Henan Construction)
- Cristian Dănălache (Qingdao Jonoon, Xinjiang Tianshan)
- Gabriel Dumitru (Wuhan Hongtao)
- Gheorghe Dumitrașcu (Henan Construction)
- Lucian Goian (Beijing Baxy)
- Sabin Ilie (Changchun Yatai, Jiangsu Suning, Qingdao Hailifeng)
- Marian Ivan (Henan Construction)
- Gabriel Mărgărit (Henan Construction)
- Radu Niculescu (Changchun Yatai)
- Corneliu Papură (Changchun Yatai, Guanghzou Pharmaceutical)
- Florin Pârvu (Henan Jianye)
- Costin Pogonschi (Henan Construction)
- Marius Priseceanu (Henan Jianye)
- Claudiu Răducanu (Guanghzou Pharmaceutical)
- Constantin Schumacher (Guanghzou Pharmaceutical)
- Iosif Tâlvan (Henan Jianye)
- Cristinel Țermure (Henan Jianye)

## Cipru

### Prima Divizie Cipriotă
- Dan Alexa ( Anorthosis)
- Marius Alexe ( Aris Limassol)
- Bogdan Andone ( Apollon, Alki Larnaca)
- Ștefan Apostol (Digenis Akritas)
- Daniel Baston ( Evagoras Papos)
- Daniel Bălan ( Omonia, Alki Larnaca,  Aris Limassol)
- Alexandru Benga ( Ermis)
- Mugur Bolohan ( Nea Salamina)
- Laurențiu Brănescu ( Omonia)
- Florin Cârstea ( Apollon,  Enosis)
- Sebastian Cojocnean ( Ethnikos Achna)
- Valentin Cojocaru ( Apollon)
- Alexandru Coman ( Ethnikos Achna)
- Nicolae Constantin (Digenis Akritas)
- Ovidiu Dănănae ( Apollon)
- Mihai Dina ( Aris Limassol,  AEL Limassol)
- Laurențiu Diniță ( Aris Limassol)
- Viorel Domocoș (Digenis Akritas)
- Ion Dudan ( Evagoras Papos)
- Andrei Enescu ( Ethnikos Achna)
- Adrian Falub (Digenis Akritas)
- Dragoș Firțulescu (Alki Larnaca)
- Daniel Florea ( APOEL)
- George Florescu ( Omonia)
- George Galamaz ( Anorthosis)
- Bogdan Gavrilă ( Ethnikos Achna)
- Ion Geolgău ( Aris Limassol)
- Nicolae Grigore ( Apollon)
- Ștefan Grigorie ( Apollon)
- Alexandru Iacob ( Ethnikos Achna)
- Adrian Iencsi ( Apollon)
- Adrian Iordache (Alki Larnaca,  AEL Limassol)
- Marius Iordache ( Ethnikos Achna)
- Claudiu Ionescu ( Aris Limassol)
- Alexandru Ioniță ( AEL Limassol,  Aris Limassol)
- Edward Iordănescu (Alki Larnaca)
- Marian Ivan ( Evagoras Papos)
- Emil Jula ( Anorthosis)
- Cătălin Liță ( Apollon)
- Ionuț Luțu ( Apollon)
- Tiberiu Lung (Ayia Napa)
- Cristian Manea ( Apollon)
- Dragoș Mihalache (APOP Kinyras)
- Adrian Mihalcea ( Aris Limassol,  AEL Limassol)
- Bogdan Mitrea ( AEL Limassol,  Doxa)
- Mihai Mocanu ( Omonia)
- Costel Mozacu ( Aris Limassol)
- Cristian Munteanu ( AEK Larnaca)
- Eugen Neagoe (Alki Larnaca,  Omonia)
- Ionuț Neagu ( Nea Salamina)
- Marian Neagu (Othellos Athienou)
- Claudiu Niculescu ( Omonia)
- Bănel Nicoliță ( Aris Limassol)
- Emil Ninu ( AEK Larnaca)
- Corneliu Papură ( AEL Limassol)
- Andrei Patranoiu (Alki Larnaca)
- Florin Pârvu ( AEL Limassol)
- Andrei Pițian ( Apollon)
- Andrei Radu ( Aris Limassol)
- Narcis Răducan ( AEL Limassol, Alki Larnaca)
- Claudiu Răducanu ( Nea Salamina)
- Alin Mircea Savu (Digenis Akritas)
- Marian Savu ( Apollon)
- Tibor Selymes ( AEL Limassol)
- Cristian Sârghi ( Ermis)
- Ilie Stan ( AEL Limassol)
- Mihai Stere ( Nea Salamina,  Aris Limassol)
- Valentin Ștefan ( Omonia)
- Pompiliu Stoica (Alki Larnaca)
- Romeo Surdu ( Apollon)
- Marius Șumudică ( Omonia)
- Ciprian Tănasă (Alki Larnaca)
- Răzvan Tincu ( Doxa)
- Eugen Trică ( Anorthosis)
- Aurel Țicleanu ( Olympiakos)
- Radu Zaharia ( Ermis)
- Nicolae Zamfir (Alki Larnaca)

### A Doua Divizie Cipriotă
- Tiberiu Lung (Ayia Napa)
- Marian Neagu (Karmiotissa Pano Polemidion)
- Maximilian Nicu ( Aris Limassol)

## Columbia

### Categoría Primera A
- Alexandru Negrescu (Deportivo Samarios, Atlético Junior Barranquilla)

## Coreea de Sud

### K League 1
- Marian Aliuță (Chunnam Dragons)
- Iulian Arhire ( Pohang Steelers)
- Pavel Badea (Suwon Bluewings)
- Constantin Barbu (Suwon Bluewings)
- Mihai Drăguș (Suwon Bluewings)
- Cristian Dulca ( Pohang Steelers)
- Marcel Lăzăreanu (Ilhwa Chunma)
- Ionuț Luțu (Suwon Bluewings)
- Adrian Mihalcea (Chunnam Dragons)
- Adrian Neaga (Chunnam Dragons, Seongnam Ilhwa Chunma)
- Cosmin Olăroiu (Suwon Bluewings)
- Gabi Popescu (Suwon Bluewings)
- Ianis Zicu ( Pohang Steelers, Gangwon FC)

### K League 2
- Jean-Claude Bozga (Daejeon Citizen)
- Aurelian Chițu (Daejeon Citizen)
- Cristian Dănălache (Gyeongnam FC, Daejeon Citizen)
- Ciprian Vasilache (Gangwon FC, Chungju Hummel)

## Croația

### Prva HNL
- Florin Cernat ( Hajduk Split)
- Sorin Colceag (NK Zagreb)
- Ronaldo Deaconu (HNK Gorica)
- Lucian Dronca ( NK Osijek, NK Istra)
- Steliano Filip ( Hajduk Split)
- Alexandru Mățel ( Dinamo Zagreb)
- Cosmin Matei (NK Istra)
- Florentin Matei (HNK Rijeka)
- Dumitru Mitu ( NK Osijek,  Dinamo Zagreb, HNK Rijeka)
- Marinel Pascu (NK Marsonia)
- Lucian Popescu ( NK Osijek, NK Mladost)

### Druga HNL
- Victoraș Astafei (HNK Gorica)
- Lucian Dronca (HNK Segesta)
- Remus Mureșan ( Primorac⁠(d))

## Danemarca

### Superliga Daneză
- Jean-Claude Bozga (Vestsjælland)
- George Florescu ( Midtjylland)
- Adrian Petre ( Esbjerg)

### Prima Divizie Daneză
- Jean-Claude Bozga ( Køge)
- Nicolae Carnat ( Esbjerg)
- David Lazăr ( Vejle)
- Adrian Petre ( Esbjerg)

### A Doua Divizie Daneză
- Dumitru Crețu (Varde IF)

## Ecuador

### Primera Categoría Serie A
- Ovidiu Burcă (Emelec)

## Elveția

### Superliga Elvețiană
- Pavel Badea ( Lausanne)
- Adrian Falub ( Basel)
- Iulian Filipescu ( Zürich)
- Jerry Gane ( St. Gallen,  Grasshopper)
- Gábor Gerstenmájer ( Luzern)
- Ovidiu Herea ( Sion)
- Cristian Ianu ( Aarau,  Luzern,  Sion)
- Adrian Ilie ( Zürich)
- Viorel Moldovan ( Xamax,  Grasshopper,  Servette)
- George Ogăraru ( Sion)
- Ion Olaru ( Lausanne)
- Daniel Oprița ( Aarau)
- Basarab Panduru ( Xamax)
- Constantin Pană III ( Xamax)
- Dan Potocianu ( Servette,  Basel)
- Mihai Tararache ( Grasshopper,  Zürich)
- Adrian Toader ( Lausanne)

### Challenge League
- Andrei Blejdea (FC Wil)
- Lucian Burchel (FC Monthey, Yverdon-Sport)
- Gábor Gerstenmájer (FC Schaffhausen,  Winterthur, FC Baden)
- Alin Franyov (FC Schaffhausen)
- Cristian Ianu ( Bellinzona, FC Wohlen,  Lausanne, FC Schaffhausen)
- Zoltán Kádár (FC Schaffhausen)
- Ion Olaru (SR Delémont)
- Costel Orac ( Étoile Carouge⁠(d))
- Paul Papp (FC Wil)
- Adrian Piț ( Bellinzona)
- Adrian Popescu (FC Locarno)
- Giovanny Popescu ( Vaduz)
- Gabriel Prodan (FC Grenchen)
- Silviu Popoviciu (Chênois)
- Marcel Răducanu ( Zürich)
- Cristian Todea ( Bellinzona)
- Adrian Ursea (FC Locarno, Chênois, Stade Nyonnais)

## Emiratele Arabe Unite

### UAE League
- Valentin Badea (Al-Ain)
- Mihai Costea (Al-Ittihad Kalba)
- Florentin Matei (Al-Ittihad Kalba)
- Viorel Moldovan (Al-Wahda)
- Ionuț Rada (Al-Nassr Dubai)
- Mirel Rădoi (Al-Ain FC, Al-Ahli Dubai)
- Mihai Răduț (Hatta Club)
- Adrian Ropotan (Hatta Club)

### UAE Division One
- Lucian Burdujan (Hatta Club)
- Mihai Costea (Al-Ittihad Kalba, Al-Fujairah)

## Finlanda

### Veikkausliiga
- Ciprian Brighiu (TP-47)
- Dan Chilom (IFK Mariehamn)
- Alexandru Marcă (Tampere United)
- Vasile Marchiș (FC Jazz, Tampere United, MyPa)
- Nicolae Vasile (Kemi Kings)
- Alexandru Udrea (RoPS)

### A Doua Divizie Finlandeză
- Vasile Marchiș (Nokian Pyry, Pallo-Iirot, PoPa)

### Kakkonen
- Laurențiu Furdui (Kajaanin Haka)
- Emil Marian Kajaanin Haka, Nokian Pyry)
- Cristian Pandelescu (JIPPO)

## Franța

### Ligue 1
- Marius Baciu ( Lille)
- Florin Bratu ( Nantes,  Valenciennes)
- Aurelian Chițu ( Valenciennes)
- Francisc Dican (FC Gueugnon)
- Iosif Fabian (Olympique de Roubaix)
- Dragoș Grigore ( Toulouse)
- Claudiu Keșerü ( Nantes,  Bastia)
- Gheorghe Mihali ( Guingamp)
- Viorel Moldovan ( Nantes)
- Vlad Munteanu ( Auxerre)
- Adrian Mutu ( Ajaccio)
- Daniel Niculae ( Auxerre,  Monaco,  Nancy)
- Bănel Nicoliță ( Saint-Étienne,  Nantes)
- Dan Nistor ( Évian)
- Corneliu Papură ( Rennes)
- Ion Pârcălab ( Nîmes)
- Ștefan Popescu ( Ajaccio)
- Sergiu Radu ( Le Mans)
- Florin Răducioiu ( Monaco)
- Mihai Roman ( Toulouse)
- Alexandru Schwartz (Hyères,  Cannes,  Strasbourg)
- Gabi Tamaș ( Auxerre)
- Ciprian Tătărușanu ( Nantes)
- Florea Voinea ( Nîmes)
- Rudolf Wetzer (Hyères)
- Samir Zamfir ( Martigues)

### Ligue 2
- Ladislau Bölöni ( Créteil⁠(d)),  Orléans⁠(d))
- Costinel Gugu ( Le Havre)
- Bogdan Hriscu ( Caen,  Brest)
- Claudiu Keșerü (FC Libourne,  Tours,  Nantes,  Angers)
- Gheorghe Mihali ( Guingamp)
- Victor Pițurcă ( Lens)
- Florin Răducioiu ( Créteil⁠(d))
- Robert Sadowski ( Monaco)
- Emil Săndoi ( Angers)
- Tudorel Stoica ( Lens)
- Samir Zamfir ( Martigues)

### Championnat National
- Sorin Cucu (ASM Belfort)
- Marian Damaschin ( Grenoble)

### CFA
- Titi Aniță (USJA Carquefou)
- Marian Bănuță (Angoulême FC)
- Nicolae Burcea (US Buire Hirson)
- Horațiu Cioloboc (AF Vire)
- Marcel Coraș (FC Aurillac)
- Remus Munteanu ( Paris FC)
- Marius Mușină (US Granville, US Avranches)

### Division Honneur
- Sorin Cucu (Pont-de-Roide)

## Țara Galilor

### Prima Ligă Țara Galilor
- Mihai Leca ( The New Saints)

## Georgia

### Umaglesi Liga
- Dorin Goga ( Dinamo Tbilisi)

## Germania

### Bundesliga
- Ovidiu Burcă ( Energie Cottbus)
- Ciprian Deac ( Schalke 04)
- Iulian Filipescu ( Duisburg)
- Ionel Ganea ( Stuttgart)
- Vasile Gergely ( Hertha Berlin)
- Sabin Ilie ( Energie Cottbus)
- Viorel Ion ( Bochum)
- Ion Ionescu ( Alemannia)
- Alexandru Ioniță ( Köln)
- Emil Jula ( Energie Cottbus)
- Michael Klein ( Uerdingen 05)
- Ionuț Lupescu ( Leverkusen,  M'gladbach)
- Ciprian Marica ( Stuttgart,  Schalke 04)
- Alexandru Maxim ( Stuttgart,  Mainz 05)
- Dorinel Munteanu ( Köln,  Wolfsburg)
- Vlad Munteanu ( Energie Cottbus,  Wolfsburg,  Bielefeld)
- Dumitru Nadu  Karlsruher)
- Viorel Năstase ( 1860 München)
- Claudiu Niculescu ( Duisburg)
- Maximilian Nicu ( Hertha Berlin,  Freiburg)
- Marius Niculae ( Mainz 05)
- Ronny Philp ( Augsburg)
- Gică Popescu ( Hannover 96)
- Sergiu Radu ( Energie Cottbus,  Wolfsburg,  Stuttgart,  Köln)
- Cătălin Răcănel ( St. Pauli)
- Claudiu Răducanu ( Bielefeld)
- Marcel Răducanu ( Dortmund)
- Florin Răducioiu ( Stuttgart)
- Laurențiu Reghecampf ( Energie Cottbus,  Alemannia)
- Alexandru Sătmăreanu ( Stuttgart)
- Mihai Tararache ( Duisburg)
- Daniel Timofte ( Uerdingen 05)
- Jean Vlădoiu ( Köln)

### 2. Bundesliga
- Marius Baciu ( Rot-Weiß Oberhausen)
- Marius Bilașco ( Energie Cottbus)
- Claudiu Bozeșan (FC Schweinfurt)
- Zeno Bundea ( Offenbach,  Mannheim)
- Ovidiu Burcă ( Energie Cottbus)
- Daniel Ciucă  Rot-Weiß Oberhausen)
- Andrei Cristea ( Karlsruher)
- Levente Csik ( Dynamo Dresda)
- Iulian Filipescu ( Duisburg)
- Jerry Gane ( Bochum)
- Leo Grozavu ( Saarbrücken)
- Victoraș Iacob ( Kaiserslautern)
- Adrian Iordache ( Energie Cottbus)
- Ioan Kramer ( Blau-Weiß Berlin)
- Emil Jula ( Energie Cottbus,  Duisburg)
- Michael Klein ( Uerdingen 05)
- Florin Lovin ( 1860 München)
- Alexandru Maxim ( Stuttgart)
- Dorinel Munteanu ( Köln)
- Vlad Munteanu ( FSV Frankfurt,  Aue)
- Roland Nagy ( Mainz 05)
- Viorel Năstase ( 1860 München)
- Maximilian Nicu ( Unterhaching,   Wehen, Wacker Burghausen,  1860 München)
- Mircea Onisemiuc  Rot-Weiß Oberhausen)
- Ionel Pârvu ( Düsseldorf)
- Aurel Panait ( Mainz 05)
- Ronny Philp ( Greuther Fürth,  Heidenheim)
- Pavel Popovits  Mannheim)
- Ionuț Rada ( Karlsruher)
- Sergiu Radu ( Energie Cottbus,  Alemannia)
- Cătălin Răcănel ( Trier 05,  St. Pauli, Rot Weiss Ahlen)
- Sorin Răducanu (Fișier:600px Culori Wuppertaler.png Wuppertaler)
- Teodor Rus ( Homburg,  Rot-Weiß Oberhausen,  Karlsruher,  Mannheim)
- Laurențiu Reghecampf ( Energie Cottbus,  Alemannia,  Kaiserslautern)
- László Sepsi ( Nürnberg)
- Mihai Tararache ( Duisburg)
- Daniel Timofte ( Uerdingen 05)
- Marius Todericiu  Mannheim)
- Jean Vlădoiu ( Offenbach)
- Silviu Vuia ( Wolfsburg)

### 3. Liga
- Dionisiu Bumb (  Wehen)
- Andreas Ivan ( Stuttgarter)
- Emil Jula ( Osnabrück)
- Andrei Lungu ( Energie Cottbus)
- Valentin Năstase ( Braunschweig)
- Ronny Philip ( Regensburg)
- Alexandru Sătmăreanu (FSV Salmrohr)
- Sabrin Sburlea ( Hansa Rostock)

Cristian Alexandru 🇩🇪(BSV Brandenburg)

### Regionalliga Nord
- Dumitru Ivan (TUS Wannsee Berlin)
- Viorel Mateianu (TUS Wannsee Berlin)
- Valentin Năstase ( Braunschweig)
- Cătălin Răcănel ( Magdeburg)
- Blejdea Andrei (Braunschweig 2)

### Regionalliga Süd
- Iulian Dăniță ( Sandhausen)
- Maximilian Nicu ( Unterhaching,   Wehen)
- Ronny Philp (Greuther Fürth II)
- Cătălin Popa (Borussia Fulda)
- Cătălin Răcănel (SV Elversberg,  Trier 05)

### Regionalliga West
- Mircea Irimescu (Sportfreunde Siegen)
- Andreas Ivan ( Rot-Weiss Essen, Fișier:600px Culori Wuppertaler.png Wuppertaler)
- Sabrin Sburlea (SSVg Velbert)
- Iosif Varga (Fișier:600px Culori Wuppertaler.png Wuppertaler)

### Regionalliga Nordost
- Iulian Roșu (Berliner AK)

### Regionalliga Südwest
- Andreas Ivan ( Mannheim)
- Maximilian Nicu (SV Elversberg)
- Cătălin Răcănel (Borussia Neunkirchen,  Trier 05)
- Anton Weissenbacher  Trier 05)

### Regionalliga Bayern
- Maximilian Nicu ( Unterhaching)

### Liga NRW
- Dan Bucșa (Bergisch Gladbach)

### Oberliga Südwest
- Andrei Popescu ( Trier 05)
- Cătălin Răcănel (Borussia Neunkirchen)

### NOFV-Oberliga Süd
- Cătălin Popa (VFC Plauen)

### NOFV-Oberliga Nord
- Florin Bătrânu (Berliner FC Dynamo)
- Silvian Cristescu (Berliner FC Dynamo)
- Dănuț Oprea (Berliner FC Dynamo)
- Aurel Panait (Berliner FC Dynamo)
- Claudiu Răcănel (Sachsen Leipzig)
- Dorel Zegrean (Berliner FC Dynamo)

### Oberliga Baden-Württemberg
- Iulian Dăniță ( Sandhausen)
- Ionel Pârvu ( Sandhausen)

### Oberliga Niederrhein
- George Pirtea (SV Hönnepel-Niedermörmter)

### Verbandsliga Südwest
- Valerian Gârlă (Hassia Bingen)

### Landesliga Südwest-Ost
- Valerian Gârlă (Hassia Bingen)

### Landesliga Weser-Ems
- Emil Jula (TuS Bersenbrück)

### Landesliga Bayern
- Liță Dumitru ( Würzburger)

## Gibraltar

### Prima Divizie a Gibraltarului
- Lucian Burdujan (Europa FC)

## Grecia

### Superliga Greacă
- Marian Aliuță ( Iraklis)
- Valentin Badea ( Panserraikos)
- Cosmin Bărcăuan ( PAOK,  OFI Creta)
- Mugurel Buga ( Xanthi)
- Florin Călugăriță (Proodeftiki)
- Stelian Carabaș ( Xanthi)
- Gheorghe Ceaușilă ( PAOK)
- Aurelian Chițu ( Giannina)
- Sorin Colceag ( Panionios)
- Marcel Coraș ( Panionios)
- Cornel Cornea ( OFI Creta)
- Silvian Cristescu (Panelefsiniakos)
- Marius Ciugărin (Makedonikos)
- Emil Dică ( Xanthi)
- Nicolae Dică ( Iraklis)
- Toni Doboș ( AEK Atena)
- Răzvan Fritea (Veria)
- Dorin Goian ( Asteras Tripolis)
- Ovidiu Herea ( Xanthi)
- Costică Humis ( Ethnikos Pireu)
- Victoraș Iacob ( Iraklis,  Aris Salonic)
- Sabin Ilie ( Iraklis)
- Adrian Iordache (Levadiakos)
- Ilie Iordache ( AEK Atena)
- Anghel Iordănescu ( OFI Creta)
- Edward Iordănescu ( Panionios)
- Marian Ivan ( Aris Salonic,  Panionios)
- Costin Lazăr ( PAOK,  Panetolikos,  Iraklis)
- Erik Lincar ( Panathinaikos, Akratitos)
- Florin Lovin (Kerkyra F.C.)
- Dănuț Lupu ( Panathinaikos, Korinthos,  OFI Creta)
- Mihail Majearu (Panachaiki)
- Bogdan Mara ( Iraklis,  Xanthi)
- Lucian Marinescu (Akratitos)
- Cosmin Matei ( Atromitos)
- Dumitru Mitu ( Panathinaikos)
- Marius Mitu ( Xanthi,  Panthrakikos)
- Nelu Mitrică (Proodeftiki)
- Vlad Morar ( Panetolikos)
- Eugen Neagoe (Veria)
- Doru Nicolae ( Panathinaikos)
- Marius Niculae ( Kavala)
- Daniel Orac ( Panthrakikos)
- Ionel Pârvu ( PAOK)
- Lucian Pârvu (Ergotelis)
- Constantin Pană (Panachaiki)
- Marius Predatu ( Panionios)
- Florin Prunea ( Xanthi)
- Răzvan Raț ( PAOK)
- Lucian Sânmărtean ( Panathinaikos)
- Florin Stângă ( Xanthi)
- Bogdan Stelea (Akratitos)
- Dennis Șerban ( Larissa)
- Ștefan Stoica ( Larissa, Veria)
- Marius Șuleap ( OFI Creta)
- Alin Toșca ( PAOK)

### Beta Ethniki
- Marius Baciu ( Panserraikos)
- Cosmin Bărcăuan  OFI Creta)
- Lucian Burdujan (AEL Kalloni, Aiginiakos)
- Sorin Colceag ( Panserraikos)
- Toni Doboș ( Ethnikos Pireu)
- Victoraș Iacob ( Volos)
- Florin Pripu (AS Rodos)
- Ciprian Prodan ( Ethnikos Asteras⁠(d))
- Marius Sasu ( Panserraikos)
- Dennis Șerban ( Larissa)
- Constantin Schumacher (Anagennisi Giannitsa)
- Dorel Zaharia (Levadiakos)

### Gamma Ethniki
- Mugur Bolohan (Ilioupoli F.C.)
- Florin Pripu ( Ethnikos Pireu,  Panetolikos, Koropi F.C., Thrasyvopoulos, Kallithea F.C.)

## Hong Kong,China

### Prima Ligă a Hong Kongului
- Petrișor Voinea (Sun Pegasus)

## Iordania

### Prima Ligă Iordaniană
- Alin Chița (Al-Faisaly)
- Cristian Fodor (Al-Ramtha)
- Dan Ignat (Al-Ramtha, That Ras)
- Ionuț Luțu (Al-Jazeera)

## India

### Super Liga Indiană
- Lucian Goian (Mumbai City)
- Adrian Mutu (Pune City)

### I-League
- Dan Ignat (Shillong Lajong)
- Andrei Ionescu (Aizawl F.C.)

## Indonezia

### Super Liga Indoneziană
- Leontin Chițescu (PSM Makassar, Persib Bandung, Arema Malang)
- Claudiu Răducanu (PSM Makassar)
- Cosmin Vancea (Bintang Medan)

### Liga Indonesia
- Marius Cincă (Medan Jaya)
- Iulian Minea (Pupuk Kaltim)
- Iulian Pomohaci (Pupuk Kaltim)

## Irak

### Prima Ligă Irakiană
- Florin Costea (Zakho FC)
- Cristian Daminuță (Zakho FC)
- Andrei Ionescu (Naft Al-Janoob)
- Mihai Leca (Zakho FC)

## Iran

### Iran Pro League
- Claudiu Ionescu (Foolad)
- Iosif Tâlvan (Pegah Gilan)
- Cosmin Vancea (Saipa)

### League 2 Iran
- Daniel David (Foolad)

## Irlanda

### Premier League
- Marco Chindea ( Bohemians)
- Andrei Georgescu ( Bray)
- Cristian Măgerușan ( Bohemians)

### First Division
- Marco Chindea ( Athlone,   Waterford)
- Andrei Georgescu ( Shelbourne,  Athlone)
- Dumitru Popescu ( Mervue United)
- Gabriel Sava ( Monaghan)
- Dragoș Sfrijan ( Athlone)
- Ciprian Străuț (Salthill Devon)

### League of Ireland Premier Division
- Gabriel Sava ( Drogheda United,  Dundalk)

### Leinster Senior Division
- Andrei Georgescu (Belgrove)

### AUL League
- Andrei Georgescu (North Athletic)

## Islanda

### Úrvalsdeild
- Constantin Stănici (Valur Reykjavík)

### Inkasso-deildin
- Cristian Pușcaș (Fjardabyggdar)

## Israel

### Prima Ligă Israeliană
- Angelo Alistar ( Hapoel Petah Tikva)
- Liviu Antal ( Beitar Ierusalim,  Hapoel Tel Aviv)
- Bogdan Apostu (Bnei Sakhnin)
- Mircea Axente (Maccabi Netanya)
- Marian Bâcu ( Hapoel Be'er Sheva)
- Claudiu Bumba ( Hapoel Tel Aviv)
- Zeno Bundea (Maccabi Netanya)
- Marian Calafeteanu ( Hapoel Be'er Sheva)
- Gheorghe Ceaușilă (Hapoel Tayibe)
- Ovidiu Cuc ( FC Ashdod)
- Cristian Dănălache (Bnei Sakhnin)
- Adrian Găman (Maccabi Kiryat Gat, Maccabi Netanya)
- Gabriel Giurgiu (Maccabi Netanya)
- Dorin Goga (Hapoel Ramat Gan)
- Ovidiu Hoban ( Hapoel Be'er Sheva)
- Costel Lazăr ( Hapoel Tel Aviv)
- Gheorghe Liliac ( Hapoel Tzafririm⁠(d))
- Dănuț Lupu ( Hapoel Tzafririm⁠(d))
- Alin Minteuan ( Hapoel Haifa,  Hapoel Be'er Sheva)
- Dănuț Moisescu ( Hapoel Tel Aviv,  Hapoel Be'er Sheva)
- Lică Movilă ( Hapoel Be'er Sheva)
- Cătălin Necula (Hapoel Kfar Saba)
- Bogdan Nicolae (Bnei Sakhnin)
- Robert Niță  Hapoel Be'er Sheva)
- Marian Pană ( Hapoel Haifa)
- Corneliu Papură ( Beitar Ierusalim)
- Dănuț Perjă ( Beitar Ierusalim)
- Mihai Pintilii ( Hapoel Tel Aviv)
- Adrian Pitu (Bnei Sakhnin, Maccabi Netanya)
- Florin Purece (Hapoel Ra'anana)
- Mihai Roman ( Maccabi Petah Tikva)
- Marcel Rus ( Maccabi Tel Aviv)
- Cristian Sârghi (Maccabi Netanya)
- Dorin Semeghin ( Hapoel Petah Tikva)
- Ilie Stan ( Hapoel Petah Tikva)
- Gabi Tamaș ( Hapoel Haifa)
- Viorel Tănase (Maccabi Netanya)
- Valentin Teodorică (Hapoel Kfar Saba)
- Marius Todericiu (Hapoel Rishon LeZion)
- Eugen Trică ( Maccabi Tel Aviv)
- Adrian Ungur (Hapoel Kfar Saba,  Maccabi Petah Tikva)
- Gabriel Vochin (Hapoel Nazareth Illit)
- Constantin Vizonic (Hapoel Rishon LeZion)
- Samir Zamfir (Hapoel Așkelon)

### Liga Leumit
- Florin Achim ( Hapoel Petah Tikva, Hapoel Nir Ramat HaSharon)
- Cristian Bratu (Hapoel Ironi Rishon LeZion, Hapoel Israel)
- Cristian Brăneț ( Hapoel Tzafririm⁠(d))
- Dan Bucșa (Hapoel Bnei Lod)
- Laurențiu Buș (Hapoel Nir Ramat Hasharon)
- Augustin Chiriță ( Hapoel Be'er Sheva)
- Florin Constantinovici ( Hapoel Tzafririm⁠(d))
- Cristian Daminuță (Hapoel Nir Ramat Hasharon)
- Cornel Frăsineanu ( Hapoel Tzafririm⁠(d))
- Adrian Grigoruță (Hapoel Afula)
- Adrian Hurdubei (Hapoel Bnei Lod)
- Costel Lazăr (Shimshon Tel Aviv)
- Andrei Lungu ( Hapoel Petah Tikva, Hapoel Nir Ramat HaSharon)
- Constantin Marcu (Maccabi Netanya)
- Emil Ninu (Hapoel Bnei Lod, Maccabi Ahi Nazareth)
- Costel Solomon (Sektzia Nes Tziona, Hakoah Ramat Gan)
- Andrei Speriatu (Shimshon Tel Aviv)

## Insulele Feroe

### Prima Ligă Feroeză
- Sorin Anghel (EB/Streymur, Argja Bóltfelag, Víkingur Gøta)
- Alin Băluțoiu (Skála ÍF)
- Gheorghe Ciurea (HB Thórshavn)
- Nicu Dogaru (HB Tórshavn)
- Iulian Florescu (B71 Sandoy, B36 Tórshavn, Skála ÍF)
- Marian Matei (TB Tvøroyri)
- Valeriu Mieilă (Skála ÍF)
- Florin Mihăescu (HB Thórshavn)
- Eugen Stanciu (Skála ÍF)
- Eugen Vodă (Skála ÍF)

## Italia

### Serie A
- Marius Alexe ( Sassuolo)
- Denis Alibec ( Inter Milano,  Bologna)
- Ionică Bogdan ( Bari)
- Deian Boldor ( Hellas Verona)
- Vlad Chiricheș ( Napoli)
- Cristian Chivu ( Roma,  Inter Milano)
- Paul Codrea ( Palermo,  Perugia,  Siena,  Bari)
- Cosmin Contra ( Milan)
- Cristian Daminuță ( Inter Milano,  Milan)
- Nicolae Dică ( Catania)
- Iosif Fabian ( Torino, Lucchese,  Bari)
- Dorin Goian ( Palermo)
- Gică Hagi ( Brescia)
- Ianis Hagi ( Fiorentina)
- Norberto Höfling ( Lazio, Pro Patria,  Vicenza)
- Marius Lăcătuș ( Fiorentina)
- Bogdan Lobonț ( Fiorentina,  Roma)
- Dănuț Lupu ( Brescia)
- Dorin Mateuț ( Brescia,  Reggiana)
- Cristian Melinte ( Palermo)
- Emil Micossi ( Genoa)
- Alexandru Mitriță ( Pescara)
- Cosmin Moți ( Siena)
- Adrian Mutu ( Inter Milano,  Hellas Verona,  Parma,  Juventus,  Fiorentina,  Cesena)
- Valentin Năstase ( Bologna,  Ascoli)
- Viorel Năstase (Catanzaro)
- Constantin Nica ( Atalanta,  Cesena)
- Paul Papp ( Chievo)
- Bogdan Pătrașcu ( Piacenza,  Chievo)
- Victor Pepoli ( Genoa,  Palermo)
- Dan Petrescu ( Foggia,  Genoa)
- Adrian Piț ( Roma)
- Gică Popescu ( Lecce)
- George Pușcaș ( Inter Milano,  Benevento)
- Florian Radu ( Roma)
- Ionuț Radu ( Inter Milano,  Genoa)
- Ștefan Radu ( Lazio)
- Florin Răducioiu ( Bari,  Hellas Verona,  Brescia,  Milan)
- Ioan Ovidiu Sabău ( Brescia,  Reggiana)
- Nicolae Simatoc ( Inter Milano)
- Adrian Stoian ( Roma,  Chievo,  Genoa,  Crotone)
- Sergiu Suciu ( Torino)
- Ciprian Tătărușanu ( Fiorentina)
- Gabriel Torje ( Udinese)
- Alin Toșca ( Benevento)
- Dionisiu Weisz ( Padova)
- Ianis Zicu  Parma)

### Serie B
- Mihai Baicu ( Cittadella)
- Mihai Bălașa ( Crotone,  Trapani⁠(d))
- Deian Boldor ( Pescara, Virtus Lanciano,  Hellas Verona,  Foggia)
- Laurențiu Brănescu (Juve Stabia)
- Sergiu Buș ( Salernitana)
- Paul Codrea ( Genoa,  Palermo,  Torino,  Siena)
- Adrian Cuciula ( Piacenza)
- Cristian Daminuță ( Modena)
- Vlad Dragomir ( Perugia)
- Iosif Fabian ( Bari)
- Dorin Goian ( Spezia)
- Gică Hagi ( Brescia)
- Norberto Höfling (Pro Patria)
- Cristian Melinte ( Piacenza)
- Emil Micossi ( Catania)
- Adrian Mihalcea ( Genoa,  Hellas Verona)
- Bogdan Mitrea ( Ascoli)
- Alexandru Mitriță ( Pescara)
- Vasile Mogoș ( Ascoli, US Cremonese)
- Valentin Năstase ( Genoa,  Palermo,  Bologna)
- Viorel Năstase (Catanzaro)
- Constantin Nica ( Avellino, Latina Calcio)
- Claudiu Niculescu ( Genoa)
- Daniel Pancu ( Cesena)
- Sorin Paraschiv (Rimini)
- Bogdan Pătrașcu ( Piacenza,  Padova)
- Victor Pepoli ( Palermo)
- Alexandru Pena ( Bari)
- Ovidiu Petre ( Modena)
- Adrian Piț (Pisa,  Triestina)
- Ștefan Popescu ( Ternana,  Modena,  Salernitana)
- Daniel Prodan ( Messina⁠(d))
- George Pușcaș ( Bari,  Benevento,  Novara,  Palermo)
- Ionuț Rada ( Bari)
- Ionuț Radu ( Avellino)
- Florin Răducioiu ( Brescia)
- Ioan Ovidiu Sabău ( Brescia)
- Marius Sava ( Genoa)
- Nicolae Simatoc ( Brescia)
- Adrian Stoian ( Pescara,  Bari,  Crotone)
- Sergiu Suciu ( Torino, Juve Stabia,  Crotone,  Venezia)

### Lega Pro / Serie C
- Mihai Baicu ( Cittadella,  Cremonese)
- Claudiu Băican  Benevento, Latina Calcio)
- Alin Bănceu (US Fermana)
- Mihai Boșneagu (AS Latina, AS Lucchese)
- Georgean Bordeanu (Virtus Lanciano)
- Augustin Călin (Trento Calcio)
- Cristian Cigan (Gallipoli, Sambenedettese)
- Andrei Chiriac (Paganese)
- Sebastian Cojocnean ( Monza)
- Andrei Cordea ( Novara)
- Andrei Cordoș ( Frosinone)
- Andrei Cristea ( Salernitana, Martina Franca)
- Cristea Cristian (US Poggibonsi)
- Cristian Drăgoi ( Varese⁠(d))
- Marian Găldean (Virtus Francavilla)
- Mihai Gusu ( AlbinoLeffe)
- Alexandru Lazăr ( Messina⁠(d))
- Marius Marin (Catanzaro,  Pisa)
- Vlad Marin ( Messina⁠(d), Rimini)
- Sebastian Mladen ( Südtirol⁠(d))
- Vasile Mogoș ( Reggiana, AC Lumezzane)
- Cristian Monac (Rimini,  Alessandria)
- Adrian Nalați (AC Arezzo)
- Daniel Onescu (Rimini, US Grosseto, Fidelis Andria, Catanzaro)
- Sebastian Petrașcu (Montichiari, FC Forli, Valenzana Calcio)
- Ionuț Pop (Fidelis Andria,  Alessandria)
- Ștefan Popescu ( Modena)
- Florian Radu (Cosenza, Marsala)
- Ionuț Radu (Potenza)
- Ionuț Rada (Fidelis Andria)
- Sorin Rădoi (Rimini)
- Radu Șomodi (AS Pizzighettone)
- Sergiu Suciu ( Lecce,  Cremonese)
- Cristian Todea ( Mantova)

### Lega Pro Seconda Divisione / Serie D
- Augustin Călin (Real Montecchio)
- Cristian Daminuță (L'Aquila)
- Marco Enciu (ASD Lanusei)
- Mihai Gusu (Borgosesia Calcio)
- Vicențiu Iorgulescu (Fucense)
- Marius Lasconi (Isola Liri)
- Nicolae Marin (Seregno Calcio)
- Vasile Mogoș (Real Vicenza, Asti Calcio)
- Florin Negrean (Olbia Calcio, US San Teodoro)
- Sebastian Petrașcu (Baracca Lugo, Imolese, Ravenna)
- Sorin Rădoi (Santarcangelo, Ravenna)
- Sergiu Suciu (Legnano)
- Florin Tăriuc (Avezzano Calcio)
- Cătălin Tătaru (US Altamura, Matera Calcio)
- Petrișor Voinea (AC Sangiustese, USD Recanatese)

## Japonia

### J. League
- Pavel Badea (Bellmare Hiratsuka,  Kashiwa Reysol,  Avispa Fukuoka⁠(d))
- Ovidiu Burcă ( JEF United Chiba⁠(d))
- Cosmin Olăroiu ( JEF United Chiba⁠(d))
- Gabi Popescu ( JEF United Chiba⁠(d))
- Robert Vancea ( JEF United Chiba⁠(d))

### J2 League
- Ovidiu Burcă ( Ventforet Kofu⁠(d))

## Kazahstan

### Prima Ligă Kazahă
- Cătălin Anghel ( FC Irtîș Pavlodar)
- Adrian Avrămia ( FC Irtîș Pavlodar)
- Marius Croitoru (FC Atîrau)
- Alexandru Curtean (FC Atîrau)
- Ciprian Deac (FC Aktobe, FC Tobol)
- Emil Dică (FC Astana)
- Cristian Dicu (FC Kairat Almatî)
- Adrian Grigoruță (FC Okjetpes)
- Ionuț Larie (FC Tobol)
- Ionuț Luțu (FC Kairat, FC Zhetysu)
- Ovidiu Mendizov (FC Okjetpes)
- Ioan Mera (FC Taraz)
- Doru Popadiuc ( FC Irtîș Pavlodar)

## Kuwait

### Premier League (Kuweit)
- Florin Motroc (Al-Jahra)
- George Timiș (Al-Salmiya SC)
- Florin Pârvu (Al-Jahra)
- Cristian Stoica (Al-Tadhamon)

## Letonia

### Virslīga
- Dragoș Militaru (Daugava Daugavpils)
- Bogdan Spătaru (Daugava Daugavpils)
- Alin Stoica (FB Gulbene)

## Liban

### Prima Ligă Libaneză
- Robert Barna (Sagesse Beirut)
- Vasile Caciureac (Sagesse Beirut, Tadamon Sour)
- Alexandru Ciocâlteu (Racing Beirut)
- Călin Cristea (Racing Beirut)
- Octavian Drăghici (Racing Beirut)
- Tudor Mihail (Al Rayyan Beirut)
- Eugen Moldovan (Sagesse Beirut)
- Florin Nistoroschi (Sagesse Beirut)
- Andrei Vițelaru (Racing Beirut)

## Libia

### Prima Ligă din Libia
- Mihai Antal (Al-Ittihad Tripoli)
- Remus Marta (Al-Ittihad Tripoli)

## Lituania

### A Lyga
- Liviu Antal  ( Žalgiris Vilnius)
- Horia Crișan (FK Kruoja Pakruojis)
- Robert Vulpe (FK Tauras Tauragė)

## Luxemburg

### BGL Ligue
- Daniel Făsui (Union Kayl-Tétange)
- Adrian Mărunțelu (FC Jeunesse Canach)
- George Negruț (UN Käerjeng 97)

## Macedonia de Nord

### Prima Ligă Macedoneană
- Florin Achim ( Bregalnica)
- Robert Căruță ( Bregalnica)

## Malaysia

### Super Liga Malaeză
- Victoraș Astafei (Selangor FA)
- Cristian Fedor (Penang FA)
- Cristian Mustacă (Selangor FA)
- Alexandru Tudose (Melaka United, Kuantan FA)
- Petrișor Voinea (PDRM FA)

## Maldive

### Dhivehi Premier League
- Andrei Cordoș (Maziya)

## Malta

### Prima Ligă Malteză
- Eduard Călin (Tarxien Rainbows FC)
- Lucian Dronca (Birkirkara FC, Sliema Wanderers)
- Marius Filip (Marsa FC)
- Bogdan Gavrilă (Valletta FC)
- Sorin Oproiescu (Mosta FC, Rabat Ajax, Qormi FC, St. Andrews FC)
- Alexandru Pavel (Sliema Wanderers)
- Adrian Popescu (Birkirkara FC)

### A Doua Divizie Malteză
- Leontin Chițescu (Vittoriosa Stars)
- Robert Văduva (Sirens FC)

## Maroc

### Botola
- Lucian Bică (MAS Fez)
- Gheorghe Cornea (MAS Fez, Hassania Agadir)
- Mircea Mărdărescu ( Wydad)
- Cristian Negru (Hassania Agadir)
- Ion Profir ( Wydad)
- Valeriu Tiță (Olympique Casablanca,  Raja, MAS Fez)
- Mihai Manea (Hassania Agadir)

## Mexic

### Primera División de México
- Miodrag Belodedici ( Atlante)
- Ilie Dumitrescu ( Club América,  Atlante)

### Ascenso MX
- Sorin Colceag (Tigres Ciudad de Juarez)

## Republica Moldova

### Divizia Națională
- Octavian Abrudan ( Milsami)
- Marian Aliuță ( Sheriff Tiraspol,  Sfântul Gheorghe,  Rapid Ghidighici)
- Cătălin Anghel ( Milsami)
- Constantin Arbănaș ( Sheriff Tiraspol)
- Iulian Arhire ( Zimbru)
- Daniel Barna ( Rapid Ghidighici)
- Eugen Baștină ( Zimbru)
- Daniel Bălașa ( Zimbru)
- Alexandru Bălțoi ( Rapid Ghidighici)
- Sorin Botiș ( Sheriff Tiraspol)
- Cristian Bud ( Milsami)
- Cristian Daminuță ( Tiraspol)
- George Florescu ( Sheriff Tiraspol)
- Valerian Gârlă ( Milsami)
- Cornel Gheti ( Milsami)
- Sebastian Huțan ( Sheriff Tiraspol)
- Claudiu Ionescu ( Milsami)
- Dan Lăcustă ( Sheriff Tiraspol)
- Cătălin Lichioiu ( Nistru Otaci,  Olimpia Satu Mare)
- Ovidiu Mendizov ( Rapid Ghidighici)
- Florinel Mirea ( Zimbru)
- Andrei Mureșan ( Sheriff Tiraspol)
- Ionuț Radu ( Nistru Otaci,  Rapid Ghidighici)
- Rareș Soporan ( Milsami)
- Romeo Surdu ( Milsami)
- Ciprian Tănasă ( Sheriff Tiraspol)
- Cristi Tudor ( Sheriff Tiraspol)
- Răzvan Tudor ( Tiraspol)
- Claudiu Vaișcovici ( Zimbru)
- Ciprian Vasilache ( Zaria Bălți)
- Claudiu Vîlcu ( Nistru Otaci,  Speranța Nisporeni)

## Norvegia

### Tippeligaen
- Dumitru Moraru ( Start)
- Dorian Ștefan ( Valerenga)

## Țările de Jos

### Eredivisie
- Alin Bănceu ( Fortuna Sittard⁠(d))
- Andreas Calcan ( Willem II)
- Rodion Cămătaru ( Heerenveen)
- Cristian Chivu ( Ajax)
- Florin Constantinovici ( Heerenveen)
- Marian Damaschin ( Feyenoord)
- Mugur Gușatu ( Heerenveen)
- Lucian Ilie ( Groningen)
- Bogdan Lobonț ( Ajax)
- Cosmin Mariș ( Fortuna Sittard⁠(d))
- Nicolae Mitea ( Ajax)
- Dumitru Mitriță ( Heerenveen)
- Ștefan Nanu ( Vitesse)
- Mihăiță Neșu ( Utrecht)
- George Ogăraru ( Ajax)
- Gică Popescu ( PSV)
- Dorin Rotariu ( AZ Alkmaar)
- Mihai Roman ( Nijmegen)
- Ioan Ovidiu Sabău ( Feyenoord)
- Lucian Sânmărtean ( Utrecht)
- Ovidiu Stîngă ( PSV)
- Cătălin Țîră ( Den Haag)
- Dorel Zegrean ( Fortuna Sittard⁠(d))

### Eerste Divisie
- Ioan Andone ( Heerenveen)
- Andreas Calcan ( Dordrecht⁠(d), Almere City)
- Rodion Cămătaru ( Heerenveen)
- Marius Ciugărin ( Dordrecht⁠(d))
- Lucian Ilie (FC Wageningen,  Veendam⁠(d),  Zwolle)
- Andrei Ionescu ( Eindhoven⁠(d))
- Cosmin Mariș ( Oss⁠(d))
- Ovidiu Stîngă ( Helmond Sport⁠(d))

### Tweede Divisie
- Lucian Ilie (DVS '33)

### Derde Divisie
- Bogdan Constantin (SV Argon)

## Oman

### Liga Omanului
- Andrei Antohi (Sohar Club)
- Răzvan Giura (Sohar Club)
- Alin Stoica (Sohar Club)

## Polonia

### Ekstraklasa
- Marcel Băban ( Ruch Chorzów)
- Alexandru Benga (Sandecja Nowy Sącz)
- Florin Bejan ( Cracovia)
- Hristu Chiacu ( Wisła Cracovia)
- Emilian Dolha ( Wisła Cracovia,  Lech Poznań)
- Sergiu Hanca ( Cracovia)
- Gabriel Iancu (Termalica Nieciecza)
- Gabriel Matei ( Leczna, Termalica Nieciecza)
- Paul Pârvulescu (Wisła Płock)
- Cornel Predescu ( Zawisza)
- Cristian Pulhac ( Zawisza)
- Florin Purece (Termalica Nieciecza)
- Mihai Răduț ( Lech Poznań)
- Cornel Râpă ( Pogoń,  Cracovia)
- János Székely ( Korona Kielce)
- Norbert Varga ( Wisła Cracovia)

### I liga
- Paul Batin (Miedź Legnica)
- Robert Candrea (Olimpia Grudziądz)
- Paul Codru (Raków Czestochowa)
- Laurențiu Iorga (Wigry Suwałki)
- Ionel Popa (Igloopol Dębica)

### II liga
- Cristian Muscalu (Tur Turek)
- Iulian Petrache (Olimpia Elbląg)

## Portugalia

### Primeira Liga
- Alex Dobre ( Famalicao)
- Florin Bătrânu ( UD Leiria)
- Ovidiu Cuc (GD Chaves,  Gil Vicente)
- Iosif Fabian ( Sporting)
- Lucian Marinescu (Farense,  Académica)
- Sebastian Mladen ( Olhanense)
- Marius Niculae ( Sporting)
- Basarab Panduru ( Benfica,  Porto, Salgueiros)
- Raul Rusescu ( Braga)
- Marcel Sabou (GD Chaves)
- Cristian Săpunaru ( Porto)
- Ion Sburlea ( Marítimo)
- László Sepsi ( Benfica)
- Marius Șumudică ( Marítimo)
- Ion Timofte ( Porto,  Boavista)

### Segunda Liga
- Ovidiu Cuc ( Santa Clara)
- Lucian Marinescu (GD Chaves)
- Cristian Muscalu ( Beira-Mar)
- Gabriel Perșa ( Naval de Maio)
- Horațiu Sătmar ( Naval de Maio)

## Qatar

### Qatar Stars League
- Ciprian Danciu ( Al-Arabi)
- Dragoș Grigore (Al-Sailiya)
- Claudiu Keșerü (Al-Gharafa)
- Valentin Lazăr (Al-Sailiya, Al-Kharitiyath)
- Mirel Rădoi ( Al-Arabi)

## Rusia

### Prima Ligă Rusă
- Marian Alexandru ( Alania)
- Paul Anton ( Anji Mahacikala,  Samara)
- Iulian Arhire ( Alania)
- Cosmin Bărcăuan ( Samara)
- Eric Bicfalvi ( Tom Tomsk,  Ural)
- Valeriu Bordeanu ( Kuban Krasnodar)
- Alexandru Bourceanu ( Arsenal Tula)
- Marius Bratu (Uralan Elista)
- Gigel Bucur ( Kuban Krasnodar)
- Zeno Bundea ( Zenit)
- Daniel Chiriță ( Zenit)
- Răzvan Cociș ( Lokomotiv Mos.,  Rostov)
- Florin Costea ( Arsenal Tula)
- Cristian Dancia ( Torpedo Mos.)
- Ovidiu Dănănae ( Tom Tomsk)
- Iulian Dăniță (Cernomoreț Novorossiisk)
- Mihai Drăguș ( Torpedo Mos., Lokomotiv Nijni Novgorod)
- Gabriel Enache ( Rubin Kazan)
- George Florescu ( Torpedo Mos.,  Alania,  Dinamo Mos.)
- Sorin Ghionea ( Rostov)
- Gabriel Giurgiu ( Rubin Kazan)
- Nicolae Grigore ( Alania)
- Gicu Grozav ( Grozny)
- Adrian Iencsi ( Spartak Mos.)
- Adrian Iordache ( Shinnik)
- Andrei Ivan ( Krasnodar)
- Erik Lincar ( Amkar Perm)
- Andrei Mărgăritescu ( Grozny)
- Ioan Mera ( Alania)
- Damian Militaru ( Shinnik)
- Florinel Mirea ( Alania)
- Andrei Mureșan ( Kuban Krasnodar)
- Gabriel Mureșan ( Tom Tomsk)
- Ionuț Nedelcearu ( Ufa)
- Daniel Niculae ( Kuban Krasnodar)
- Norbert Nița (Uralan Elista)
- Daniel Oprița ( Saransk)
- Daniel Pancu ( Grozny)
- Ionel Pârvu (Cernomoreț Novorossiisk)
- Florentin Petre ( Grozny)
- Mihăiță Pleșan ( Nijni Novgorod)
- Adrian Ropotan ( Dinamo Mos.,  Tom Tomsk,  Nijni Novgorod)
- Florin Șoavă ( Spartak Mos.,  Samara,  Khimki)
- Nicolae Stanciu ( Anji Mahacikala)
- Pompiliu Stoica ( FC Moscova,  Tom Tomsk)
- János Székely ( Nijni Novgorod)
- Gabi Tamaș ( Spartak Mos.)
- Iulian Tameș ( Alania)
- Gabriel Torje ( Grozny)
- Cristi Tudor ( Alania,  FC Moscova)
- Dacian Varga ( Kuban Krasnodar)

### Prima Divizie Rusă
- Daniel Bălan (Energia Khabarovsk)
- Eugen Beza (Energia Khabarovsk)
- Gigel Bucur ( Kuban Krasnodar)
- Laurențiu Buș (Ienisei Krasnoiarsk)
- Emilian Dolha (Fakel Voronej)

## San Marino

### Prima Divizie San Marino
- Florin Grigore (SS Pennarossa)
- Valentin Grigore (SS Cosmos)
- Andrei Guiu (SS Virtus)
- Alexandru Hiruță (FC Fiorentino)

## Scoția

### Scottish Premier League
- Dorin Goian ( Rangers)
- Marius Niculae ( Inverness)
- Daniel Prodan ( Rangers)

### Scottish Championship
- Cătălin Păun (Alloa Athletic)

### Scottish League One
- Alin Roman (Cowdenbeath FC)

## Serbia

### SuperLiga
- Miodrag Belodedici ( Steaua Roșie)
- Ioan Răzvan Chiriță (FK Radnički Kragujevac)
- Gabriel Enache ( Partizan)
- Cristian Muscalu (FK Voždovac)
- Virgil Popescu ( Vojvodina,  Partizan)
- Iosif Rotariu (OFK Kikinda)
- Marius Sasu ( Vojvodina)
- Alin Stoica ( Vojvodina)
- Sorin Vlaicu ( Steaua Roșie)

### Prva Liga
- Eugen Cîrstea (FK Novi Sad)
- Florin Pelecaci (FK Srem)

## Singapore

### S.League
- Bogdan Brașoveanu (Tampines Rovers, Balestier Khalsa)
- Andrei Ciolacu (Warriors FC)
- Lucian Dronca (Woodlands Wellington)
- Marian Gheorghe (Tampines Rovers)
- Vasile Ghindaru (Geylang United)
- Gheorghe Lupu (Tampines Rovers)
- Ciprian Vlad (Tampines Rovers)

## Siria

### Prima Ligă Siriană
- Csaba Borbély (Hutteen)
- Mihai Ilie (Hutteen)
- Tudor Mihail (Al-Jaish)
- Dorel Stoica (Al-Shorta Damascus)

## Slovacia

### Superliga Slovaciei
- Marius Alexe (Podbrezová)

## Slovenia

### Prva Liga
- Cristian Buturugă (NK Celje)
- Alexandru Crețu (Olimpija Ljubljana, NK Maribor)
- Roberto Ivan (NK Beltinci)
- Răzvan Păunescu (NK Domžale)
- Lucian Popescu (NK Beltinci, NK Korotan Prevalje, NK Triglav)

### 2. SNL
- Andrei Blejdea (NK Kranj)

## Spania

### La Liga
- Florin Andone ( Córdoba,  La Coruña)
- Gabi Balint (Real Burgos)
- Constantin Barbu ( Numancia)
- Miodrag Belodedici ( Valencia,  Valladolid)
- Cosmin Contra ( Alavés,  Atlético Madrid,  Getafe)
- Gică Craioveanu ( Real Sociedad,  Villarreal,  Getafe)
- Ilie Dumitrescu ( Sevilla)
- Iulian Filipescu ( Betis)
- Costel Gâlcă ( Mallorca,  Espanyol,  Villarreal)
- Cristian Ganea ( Athletic Bilbao)
- Gică Hagi ( Real Madrid,  Barcelona)
- Adrian Ilie ( Valencia,  Alavés)
- Marius Iordache ( Villarreal)
- Marius Lăcătuș ( Real Oviedo)
- Silviu Lung (CD Logroñés)
- Bogdan Mara ( Alavés)
- Ciprian Marica ( Getafe)
- Lucian Marinescu ( Salamanca)
- Dorin Mateuț ( Zaragoza)
- Cătălin Munteanu ( Salamanca,  Espanyol,  Albacete⁠(d))
- Costel Pantilimon ( La Coruña)
- Gabi Popescu ( Salamanca,  Valencia,  Numancia)
- Gică Popescu ( Barcelona)
- Daniel Prodan ( Atlético Madrid)
- Cristian Pulhac ( Hércules Alicante)
- Răzvan Raț ( Rayo Vallecano)
- Claudiu Răducanu ( Espanyol)
- Florin Răducioiu ( Espanyol)
- Laurențiu Roșu ( Numancia,  Recreativo)
- Raul Rusescu ( Sevilla)
- Marcel Sabou ( Tenerife,  Gijón)
- Cristian Săpunaru ( Zaragoza,  Elche)
- László Sepsi ( Santander)
- Dennis Șerban ( Valencia)
- Nicolae Simatoc ( Barcelona,  Real Oviedo)
- Bogdan Stelea ( Mallorca,  Salamanca)
- Ovidiu Stîngă  Salamanca)
- Gabi Tamaș ( Celta Vigo)
- Gabriel Torje ( Granada,  Espanyol)
- Alin Toșca ( Betis)

### Segunda División
- Florin Andone ( Córdoba)
- Ioan Andone ( Elche)
- Paul Anton ( Getafe)
- Lucian Bălan ( Real Murcia)
- Daniel Baston (Compostela)
- Constantin Barbu ( Numancia)
- Miodrag Belodedici ( Villarreal)
- Gică Craioveanu  Villarreal,  Getafe)
- Ovidiu Cuc (Mérida, Atlético Marbella)
- Ionel Dănciulescu ( Hércules Alicante)
- Marin Dună (CD Logroñés)
- Iulian Filipescu ( Betis)
- Costel Gâlcă ( Zaragoza,  Almería)
- Cristian Ganea ( Numancia)
- Jerry Gane ( Osasuna)
- Sabin Ilie (UD Lleida)
- Bogdan Mara (Poli Ejido)
- Lucian Marinescu ( Salamanca)
- Dinu Moldovan ( Ponferradina⁠(d))
- Cătălin Munteanu ( Salamanca,  Albacete⁠(d),  Real Murcia)
- Răzvan Popa ( Zaragoza)
- Răzvan Raț ( Rayo Vallecano)
- Răzvan Ochiroșii ( Alcorcón)
- Laurențiu Roșu ( Numancia,  Recreativo)
- Marcel Sabou ( Real Castilla,  Santander)
- Dennis Șerban ( Villarreal,  Elche,  Córdoba, Poli Ejido)
- Sebastian Luca ( Getafe)
- Florian Simion (UE Figueres)
- Bogdan Stelea ( Mallorca,  Salamanca)
- Ovidiu Stîngă  Salamanca)
- Gheorghe Viscreanu ( Rayo Vallecano)

### Segunda División B
- Florin Andone (CD Castellón, Atlético Baleares,  Córdoba)
- Eduard Călin (CF Villanovense)
- Alexandru Maxim (Espanyol B, CF Badalona)
- Dinu Moldovan ( Ponferradina⁠(d))
- Răzvan Popa (Burgos CF)
- Răzvan Ochiroșii (CF Fuenlabrada, Guijuelo, UD Marbella)
- Daniel Oprița (Lorca Deportiva)
- Claudiu Răducanu (Gavà)
- Laurențiu Roșu ( Cádiz)
- George Savu (Sanluqueño, FC Cartagena, Arroyo)
- Emil Ștef (CD Logroñés)
- Laurențiu Stoica (UE Figueres)
- Emilian Ungureanu (Sariñena)

### Tercera División
- Cristian Ganea (CD Santanyí)
- Andrei Lupu (Deportivo Alavés B)

## Statele Unite ale Americii

### Major League Soccer
- Deian Boldor ( Montréal)
- Răzvan Cociș ( Chicago Fire)
- Andreas Ivan ( New York)
- Alexandru Mitriță (New York City FC)
- Alex Zotincă (Kansas City Wizards, Chivas USA)
- Alexandru Mățan (Columbus Crew)
- Enes Sali (FC Dallas)

### American Soccer League (1933–83)
- Gheorghe Codrea (Pennsylvania Stoners, New York United)
- Mircea Mărdărescu (New York United)
- Eugen Vasu (Cleveland Stars)

### North American Soccer League (1968–84)
- Mircea Mărdărescu (New York Cosmos, Rochester Lancers)
- Alexandru Sătmăreanu (Fort Lauderdale Strikers)

### Major Indoor Soccer League (1978–92)
- Cristian Vrânceanu (Buffalo Stallions)

### Liga NPSL
- Denny Ciornei (Cleveland Crunch)
- Cristian Drăgoi (Detroit City)
- Cristian Mustacă (Philadelphia KiXX)

### USL A-League
- Mugurel Dumitru (San Diego Flash, El Paso Patriots)
- Emil Haitonic (Pittsburgh Riverhounds, Cincinnati Riverhawks)
- Teodor Matiș (Cincinnati Riverhawks)
- Constantin Stănici (Minnesota Thunder)

### Cosmopolitan Soccer League
- Marius Ciugărin (New York Croatia)
- Cristian Vrânceanu (New York Croatia)

## Suedia

### Allsvenskan
- Ștefan Szilagyi (Ljungskile SK)

### Superettan
- Alexandru Aprodu (Jönköpings Södra)
- Adrian Boroștean (Härnösands FF)
- Gabriel Ciolponea (Jönköpings Södra)
- Dacian Dacin (Bodens BK)
- Lucian Ilie (Jönköpings Södra)
- George Negruț (Härnösands FF)
- Adrian Oprișan (Jönköpings Södra)

## Thailanda

### Liga Thai
- Leontin Chițescu (Chiangrai United)
- Adrian Grigoruță (Nakhon Pathom United)

### Liga Regională Divizia 2
- Leontin Chițescu (Phang Nga)

## Turcia

### Superliga Turciei
- Marius Alexe ( Karabükspor)
- Liviu Antal ( Gençlerbirliği)
- Bebe Barbu ( Beșiktaș)
- Cosmin Bodea (Sakaryaspor)
- Florin Bratu ( Galatasaray)
- Alexandru Bourceanu ( Trabzonspor)
- Stelian Carabaș ( Ankaragücü)
- Florin Cernat ( Karabükspor,  Rizespor)
- Marius Cheregi (Samsunspor)
- Marius Coporan ( Altay⁠(d))
- Ilie Datcu ( Fenerbahçe, Giresunspor)
- Ionel Dănciulescu ( Altay⁠(d))
- Nicolae Dică ( Manisaspor)
- Silvian Dobre (Samsunspor)
- Iordan Eftimie (Zeytinburnuspor)
- Iulian Filipescu ( Galatasaray)
- Cornel Frăsineanu ( Bursaspor)
- Ionel Ganea ( Bursaspor)
- Valerică Găman ( Karabükspor)
- Gicu Grozav ( Karabükspor,  Bursaspor)
- Gică Hagi ( Galatasaray)
- Ovidiu Hanganu (Samsunspor)
- Ioan Hora ( Konyaspor, Akhisar Belediyespor)
- Adrian Ilie ( Galatasaray, ( Beșiktaș)
- Sabin Ilie ( Fenerbahçe, Kocaelispor)
- Giani Kiriță (Samsunspor,  Gaziantepspor,  Ankaragücü,  Bursaspor)
- Viorel Kraus ( Altay⁠(d))
- Iasmin Latovlevici ( Gençlerbirliği,  Karabükspor,  Galatasaray,  Bursaspor)
- Constantin Luca (Samsunspor)
- Silviu Lung Jr. ( Kayserispor)
- Ionuț Lupescu ( Bursaspor)
- Ionuț Luțu ( Galatasaray)
- Ciprian Marica ( Konyaspor)
- Marius Măldărășanu ( Beșiktaș)
- Cosmin Matei ( Gençlerbirliği)
- Iulian Miu ( Bursaspor)
- Dănuț Moisescu ( Altay⁠(d))
- Viorel Moldovan ( Fenerbahçe)
- Ion Motroc ( Altay⁠(d))
- Radu Niculescu ( Galatasaray,  Ankaragücü)
- Gheorghe Nițu ( Bursaspor)
- Ion Nunweiller ( Fenerbahçe)
- Lică Nunweiller ( Beșiktaș)
- Vasile Oană ( Ankaragücü)
- Daniel Pancu ( Beșiktaș,  Bursaspor)
- Paul Papp ( Karabükspor,  Sivasspor)
- Ovidiu Petre ( Galatasaray
- Gică Popescu ( Galatasaray)
- Octavian Popescu (Mersin İdmanyurdu)
- Florin Prunea (Erzurumspor)
- Valeriu Răchită ( Ankaragücü)
- Mircea Rednic ( Bursaspor)
- Iosif Rotariu ( Galatasaray, Bakırköyspor)
- Raul Rusescu (Osmanlıspor)
- Mircea Sasu ( Fenerbahçe)
- Cristian Săpunaru ( Kayserispor)
- Bogdan Stancu ( Galatasaray, Orduspor,  Gençlerbirliği,  Bursaspor)
- Dumitru Stângaciu (Vanspor,  Kocaelispor)
- Bogdan Stelea (Samsunspor)
- Mario Strizu ( Erciyesspor, Sakaryaspor)
- Gabi Tamaș ( Galatasaray)
- Cristi Tănase ( Sivasspor,  Karabükspor)
- Florin Tene ( Karabükspor)
- Daniel Timofte (Samsunspor)
- Dan Topolinschi (Adana Demirspor)
- Gabriel Torje ( Konyaspor, Osmanlıspor,  Karabükspor,  Sivasspor)
- Claudiu Vaișcovici ( Bursaspor)
- Adrian Văsâi (Vanspor)
- Bogdan Vintilă ( Bursaspor)

### A Doua Divizie Turcă
- Marius Alexe ( Karabükspor)
- Victoraș Astafei (Adana Demirspor)
- Claudiu Bumba (Adanaspor)
- Vlad Bujor (Mersin İdmanyurdu)
- Florin Cernat ( Rizespor)
- Gheorghe Constantin ( Kayserispor)
- Cornel Frăsineanu ( Bursaspor)
- Ioan Hora (Elazığspor)
- Gabriel Iancu ( Karabükspor)
- Alexandru Ioniță (Orduspor)
- Emerich Jenei ( Kayserispor)
- Andrei Marc (Șanlıurfaspor)
- Cosmin Matei ( Gençlerbirliği)
- Iulian Miu ( Bursaspor)
- Ionuț Neagu ( Karabükspor)
- Iosif Rotariu (Bakırköyspor)

## Tunisia

### Championnat de Tunisie Ligue 1
- Dorian Gugu  ( Étoile)
- George Timiș ( Étoile, AS Marsa)

## Ucraina

### Prima Ligă Ucraineană
- Marian Aliuță ( Șahtior Donețsk,  Metalurg Donetsk)
- Iulian Arhire ( Metalurg Donetsk,  Volyn Lutsk)
- Daniel Baston ( Metalurg Zaporijia)
- Cosmin Bărcăuan ( Șahtior Donețsk)
- Eric Bicfalvi ( Volyn Lutsk)
- Lucian Burdujan ( Cernomoreț,  Tavriya, Hoverla Ujgorod)
- Cornel Buta ( Volyn Lutsk)
- Florin Cernat ( Dinamo Kiev)
- Augustin Chiriță ( Karpaty Lviv)
- Daniel Chiriță ( Șahtior Donețsk,  Stal Alcevsk)
- Răzvan Cociș ( Karpaty Lviv, Hoverla Ujgorod)
- Alexandru Dandea (Hoverla Ujgorod)
- Iulian Dăniță ( Tavriya,  Metalist Harkov)
- Lucian Dobre ( Tavriya)
- Daniel Florea ( Șahtior Donețsk,  Metalurg Zaporijia,  Metalurg Donetsk)
- George Florescu ( Arsenal Kiev)
- Dan Găldeanu ( Dnipro), FC Krîvbas Krîvîi Rih)
- Tiberiu Ghioane ( Dinamo Kiev)
- Bogdan Hauși (Hoverla Ujgorod)
- Cristian Irimia ( Dinamo Kiev)
- Silviu Izvoranu ( Volyn Lutsk)
- Cătălin Lichioiu ( Vorskla Poltava)
- Bogdan Mara ( Stal Alcevsk)
- Ciprian Marica ( Șahtior Donețsk)
- Florentin Matei ( Volyn Lutsk)
- Ionuț Mazilu ( Dnipro,  Arsenal Kiev)
- Florinel Mirea ( Stal Alcevsk)
- Marius Mitu ( Metalurg Donetsk)
- Adrian Neaga ( Volyn Lutsk)
- Marius Niculae (Hoverla Ujgorod)
- Cristian Oroș (Hoverla Ujgorod)
- Sorin Paraschiv ( Volyn Lutsk)
- Florin Pârvu ( Stal Alcevsk)
- Ionel Pârvu ( Metalurg Zaporijia, ( Tavriya)
- Răzvan Raț ( Șahtior Donețsk)
- Marian Savu ( Șahtior Donețsk,  Metalurg Donetsk)
- Constantin Schumacher ( Volyn Lutsk)
- Flavius Stoican ( Șahtior Donețsk,  Metalist Harkov)
- Florin Șoavă ( Arsenal Kiev)
- Ciprian Tănasă ( Metalurg Donetsk)
- Alexandru Tudose (Hoverla Ujgorod)
- Ciprian Vasilache ( Vorskla Poltava)
- Alexandru Vlad ( Dnipro)

### Perșa Liga
- Cătălin Anghel ( Stal Alcevsk)
- Augustin Chiriță (Spartak Ivano-Frankivsk)
- Florinel Mirea ( Stal Alcevsk)

## Ungaria

### Nemzeti Bajnoksag I
- Lucian Anania (BVSC Budapesta)
- Bogdan Andone ( Ferencváros)
- Bogdan Apostu (Nyíregyháza Spartacus, Diósgyőri VTK)
- Cătălin Anghel (BVSC Budapesta)
- Cătălin Azoiței (Pécsi MFC, Csepel SC,  Győr,  Honvéd Budapesta, Nyíregyháza Spartacus)
- Dumitru Balea ( Győr)
- Gheorghe Bănică (FC Tatabánya)
- Florin Bătrânu ( Honvéd Budapesta)
- Ciprian Binder ( Győr, Diósgyőri VTK)
- Virgiliu Bocan (Stadler FC)
- Iuliu Bodola ( MTK Budapesta)
- Liviu Bonchiș ( Szombathelyi Haladás, Zalaegerszegi TE)
- Sorin Botiș ( Ferencváros, Zalaegerszegi TE,  Honvéd Budapesta)
- Laurențiu Brănescu ( Szombathelyi Haladás)
- Dan Bucșa ( Győr)
- Vlad Bujor (Zalaegerszegi TE)
- Relu Buligă ( Vasas, Diósgyőri VTK)
- Lucian Burchel (Nyíregyháza Spartacus)
- Dionisiu Bumb (Pécsi MFC)
- Florin Călin ( Honvéd Budapesta)
- Cornel Cașolțan (Zalaegerszegi TE,  Vasas)
- Cristian Cigan ( FC Sopron⁠(d))
- Sorin Cigan (Szegedi LC,  Újpest,  Ferencváros),  Vasas, Stadler FC)
- Petru Chiratcu ( Győr,  FC Sopron⁠(d))
- Claudiu Cornaci (Nyíregyháza Spartacus)
- Andrei Coroian (Kaposvári Rákóczi)
- Cornel Constantin ( Vasas)
- Mihai Dina ( Győr)
- Ciprian Dorobanțu (Pécsi MFC)
- Cristian Dulca ( Honvéd Budapesta)
- Adrian Dulcea ( Győr)
- Ioan Filip ( Vasas)
- Dragoș Firțulescu (Kaposvári Rákóczi)
- Andrei Florean (Kaposvári Rákóczi, Lombard-Pápa TFC)
- Dănuț Frunză (Diósgyőri VTK,  Újpest)
- Romulus Gabor (Diósgyőri VTK)
- Alexandru Gaica ( Vasas)
- Cosmin Goia (Nyíregyháza Spartacus, Pécsi MFC)
- Liviu Goian ( Vasas)
- Mugur Gușatu ( MTK Budapesta)
- Daniel Iftodi ( Győr)
- Sabin Ilie ( Vasas)
- Nicolae Ilea ( Vasas, ( MTK Budapesta,  MOL Fehérvár)
- Andrei Ionescu ( Ferencváros)
- Ilie Lazăr ( Győr)
- Ovidiu Lazăr ( Honvéd Budapesta)
- Filip Lăzăreanu (Nyíregyháza Spartacus, Kecskeméti)
- Cătălin Liță ( MTK Budapesta)
- Ștefan Mardare ( Vasas)
- Gheorghe Mărginean ( Vasas)
- Sergiu Moga ( Honvéd Budapesta)
- Lucian Munteanu ( FC Sopron⁠(d))
- Eugen Neagoe ( Vasas,  Ferencváros)
- Adrian Negrău ( Honvéd Budapesta, BVSC Budapesta,   Szombathelyi Haladás)
- Mihai Nicorec ( Győr, Zalaegerszegi TE)
- Gheorghe Nițu (BVSC Budapesta)
- Dănuț Oprea ( Győr)
- Adrian Oprișan (Stadler FC,  MTK Budapesta)
- Marian Popa ( MTK Budapesta
- Raul Palmeș ( Honvéd Budapesta)
- Claudiu Pascariu ( Honvéd Budapesta)
- Florin Pelecaci (Diósgyőri VTK)
- Gheorghe Pena ( Győr, Csepel SC,  Honvéd Budapesta)
- Iulian Petrache (Kaposvári Rákóczi)
- Lucian Popescu ( Győr)
- Daniel Rednic ( MTK Budapesta
- Laurențiu Rus ( FC Sopron⁠(d))
- Radu Sabo ( Vasas, Zalaegerszegi TE)
- Claudiu Sălăgean ( Győr,  FC Sopron⁠(d))
- Marius Sasu ( Honvéd Budapesta,  Ferencváros)
- Marian Savu ( MOL Fehérvár)
- Tibor Selymes ( Szombathelyi Haladás,  Vasas)
- Constantin Stănici (BVSC Budapesta)
- Dan Stupăr ( Vasas)
- Marius Șumudică ( Vasas)
- Anatolis Sundas ( Honvéd Budapesta)
- Dorel Toderaș ( Vasas)
- Daniel Tudor ( MOL Fehérvár)
- Gheorghe Tulba ( Vasas)
- Nistor Văidean ( Győr)
- Viorel Vancea ( MOL Fehérvár,  Honvéd Budapesta, Békéscsaba SE,  Vasas, BVSC Budapesta)
- Adrian Văsâi (Nyíregyháza Spartacus)
- Sorin Vlaicu (Békéscsaba SE)
- Gabriel Vochin ( MOL Fehérvár)
- Ion Zare (BFC Siófok, Pécsi MFC)

### Nemzeti Bajnoksag II
- Sorin Botiș (Bichișciaba SE)
- Andrei Coroian (FC Szeged)
- Andrei Enescu (Bőcs KSC, Mezőkövesd-Zsóry)
- Mihai Nicorec (Mezőkövesd-Zsóry)
- Sergiu Oltean (Cigánd SE)
- Anatolis Sundas (Zalaegerszegi TE)
- Adrian Voiculeț (Bichișciaba SE)

### Nemzeti Bajnoksag III
- Ionuț Bălan (FC Szeged)
- Călin Fildan (STC Salgótarján)
- Sebastian Mircea Florea(Jamina SE Bekescsaba)

## Uzbekistan

### Prima Ligă Uzbecă
- Bogdan Hauși (FK Buxoro)

## Vietnam

### V-League
- Cosmin Goia (SHB-Đà Nẵng, Sanna Khánh Hòa, Hoàng Anh Gia Lai)
- Robert Niță (Viettel)
- Petrișor Voinea (Vissai Ninh Binh, Sông Lam Nghệ An)